# TT81
A TT81 (Theban Tomb 81) a thébai nekropoliszban, a mai Seih Abd al-Kurna nevű temetőrészben elhelyezkedő sír. A középbirodalom korában építették, de csak a XVIII. dinasztia idején fejeztette be Ineni, akinek végül a nyughelyévé lett. Körülötte, 100–150 méteres távolságban hasonló újbirodalmi sírok találhatók, mint Rehmiré vezír (TT100), Szennofer polgármester (TT96) és Szennoferi pecséthordozó (TT99) sírjai. Alig 150 méterre van Ramosze sírjától északra (TT55).

## Tulajdonosa
Az eredeti építtető ismeretlen. Ineni a XVIII. dinasztia elején Uaszet (Théba) városának magas rangú tisztviselője volt, többek közt a város polgármestere, királyi főépítész és Ámon magtárainak felügyelője. Nagy volumenű királyi építkezések vezetése köthető a nevéhez, így kétségkívül gazdag ember volt.

## A sír
A sír a XI. dinasztia első felének sírtípusa, a szaffsír. Eredetileg II. Montuhotep uralkodása idején készülhetett, mivel az ő halotti komplexuma az első olyan uralkodósír a korban, amelyet nem at-Tarifban, hanem Seih Abd al-Kurna völgyében építettek. Montuhotep a szaff továbbfejlesztett változatában temetkezett, de a körülötte elhelyezkedő sírok hagyományos felépítésűek.
Az építmény tájolása északnyugati, éppúgy nem törődtek az égtájakkal, mint a szomszéd síroknál. A hely kiválasztása nyilván a terep adottságainak felelt meg. A félkész sírt Ineni fél évezreddel később úgy fejezte be, mintha középbirodalmi lenne. Megmaradt az udvar–oszlopsor–sírkamra tagolás. A nagy méretű, körülbelül 20×20 méteres udvarról egy oszlopsor közelíthető meg, amely hat, négyszögletes keresztmetszetű, szálkőből faragott oszlopból és a két végén egy-egy féloszlopból áll. A húsz méter hosszú oszlopsor a sziklába vágott előtér tetejét tartotta, amely 2,6 méter széles. Ma az oszlopközöket már befalazták, mert jobb oldali része beomlott. Ma csak a bal első oszlop és a kezdő féloszlop közti nyílás átjárható. A sorkezdő féloszlopok mögött, az előtér mindkét rövid oldalán egy-egy életrajzi sztélét helyeztek el. A belső homlokzat közepéről nyílik a sírkamrához vezető, széles folyosó.
A díszítés már az oszlopsor hátoldalán megkezdődik. Minden oszlopon kép van. A folyosó és kamra falait életképek és életrajzi feliratok díszítették. A felnyított sírban már a 20. század legelejére szinte teljesen elpusztultak a feliratok, amelyek ma csak a 19. századi másolatokból ismertek. Az egyik oszlop képe is teljesen lemállott. A sírkamra hátsó falánál négy darab, életnagyságúnál nagyobb – 240–244 cm magas – szobor áll. A szobrok Thuaut (Ineni felesége), Inenit, Ineni apját (az idősebb Inenit), és Aahhotepet (Ineni húga) ábrázolják.